# Конрад Фіалковський
Конрад Фіалковський (пол. Konrad Fiałkowski; 29 грудня 1939, Люблін — 23 листопада 2020) — польський учений у галузі інформатики і кібернетики, популяризатор науки та письменник-фантаст.

## Біографія
Конрад Фіалковський народився в Любліні у 1939 році. Після закінчення школи вступив на факультет електроніки Варшавської політехніки. Ще в студентські роки Фіалковський брав участь у створенні першої польської ЕОМ, працював її оператором-програмістом. У 1962 році закінчив навчання у Варшавській політехніці. З 1964 році навчався в докторантурі Варшавської політехніки, габілітувався у 1966 році. У 1973 році Конрад Фіалковський має наукове звання професора електоніки. Фіалковський працював у Варшавській політехніці з 1962 до 1975 року, а з 1975 до 1981 року був директором Польського інституту науково-технічної та економічної інформації. У 1968 році протягом року працював у Пенсильванському університеті, став почесним членом Інституту інженерів з електротехніки та електроніки. З 1981 року працював у Відні, став одним із експертів ЮНЕСКО у галузі кібернетики. До 2007 року працював у Політехнічному інституті Ренсселера в місті Трой. Пізніше Конрад Фіалковський повернувся до Польщі до праці у Варшавській політехніці.

## Наукова робота
Конрад Фіалковський у своїй науковій діяльності займався проблемами цифрового моделювання. Він також є автором низки книг із інформатики та комп'ютерної техніки, зокрема «Autokody i program maszyn cyfrowych» (1965 рік), «Laboratorium organizacji maszyn cyfrowych» (1968), «Wprowadzenie do informatyki» (1978). Також Конрад Фіалковський займається питаннями еволюційного моделювання. Спільно із польським антропологом Тадеушем Бєліцьким висунув теорію про те, що еволюція людини спричинена адаптацією головного мозку людей то теплового стресу, який виник унаслідок перегрівання мозку під час активної розумової діяльності задля добування їжі в умовах жаркого клімату Африки, де зародилось людство, яка опублікована в їх книзі «Homo przypadkiem sapiens» (укр. Homo випадково sapiens).

## Літературна творчість
Як автор фантастики, Конрад Фіалковський дебютував у 1956 році публікацією свого оповідання в журналі «Dookoła świata», пізніше публікував свої оповідання також у журналах «Młody Technik» і «Nurt». У 1963 році вийшла перша авторська збірка оповідань автора «Wróble galaktyki». Більшість творів Фіалковського, написані у період з 1956 до 1979 року, пов'язані темою «чудового винаходу», який допомагає людині вирішувати різноманітні технічні проблеми, та є типовими творами наукової фантастики тодішніх соціалістичних країн. Друга частина творчості письменника пов'язана із роздумами про напрямок розвитку люського суспільства та літератури зокрема. У цей період творчості Конрад Фіалковський створив і два романи. У першому із них, «Homo divisus», опублікованому в 1979 році, описується доля людини із ХХ століття, яка внаслідок медичних експериментів перенесена в майбутнє. У другому романі, «Адам, один із нас», опублікованому в 1986 році, на основі біблійного сюжету автор ставить питання про місце людини на Землі та мету існування людини. Конрад Фіалковський також є членом редколегії польського наукового журналу «Problemy», в якому керує рубрикою наукової фантастики. Фіалковський також є автором низки критичних статей та есе із питань розвитку фантастичної літератури.

## Переклади
Твори Конрада Фіалковського перекладені багатьма іноземними мовами, зокрема англійською, німецькою, японською, чеською, італійською, французькою, угорською, португальською, російською, шведською та українською мовами.

### Романи
- Homo divisus (1979)
- Adam, jeden z nas (1986)

### Збірки оповідань
- Галактичні горобці (1963)
- Крізь п'ятий вимір (1967)
- Волокно Клаперія (1969)
- Космодром (1975)
- Космодром 2 (1976)
- Виталізація космогатора (1978)

### Наукові видання
- Людина випавдково розумного (2008)
- Вступ до інформатки (1978)
- Програмування на FORTRAN" (1972)
- Автокоди та програмування цифрових машин (1963)
- Машина Zam-2 (1963)